# قرار مجلس الأمن التابع للأمم المتحدة رقم 770
قرار مجلس الأمن التابع للأمم المتحدة رقم 770 ، المعتمد في 13 أغسطس 1992، وبعد أن أعاد المجلس تأكيد القرارات السابقة بشأن هذا الموضوع، بما في ذلك القرار 743 (1992) والقرار 749 (1992) والقرار 761 (1992) والقرار 764 (1992)، أقر المجلس بالحالة الإنسانية في سراييفو وغيرها من المناطق في البوسنة والهرسك.
وبعد تحديد الحالة التي تشكل تهديدا للسلم والأمن الدوليين، سيصدر القرار بموجب الفصل السابع من ميثاق الأمم المتحدة، وهو القرار الأول الذي يستند إلى الفصل السابع بشأن حالة يوغوسلافيا السابقة. وطالب المجلس جميع الأطراف والجهات الأخرى المعنية في البوسنة والهرسك بوقف القتال فورا، حث اللجنة الدولية للصليب الأحمر على الوصول دون عوائق وبشكل مستمر إلى جميع المخيمات والسجون ومراكز الاحتجاز. ودعا أيضا الدول الأعضاء، على الصعيد الوطني أو عن طريق الوكالات الدولية، إلى تيسير إيصال المعونة الإنسانية إلى سراييفو ومناطق أخرى في البوسنة والهرسك، ويطلب منها كذلك أن تبلغ الأمين العام بطرس بطرس غالي بالتدابير التي اتخذتها.
وطلب القرار إلى الأمين العام أن يبقي الحالة قيد الاستعراض للنظر في اتخاذ تدابير جديدة ممكنة لضمان إيصال الإمدادات الإنسانية دون عوائق، ومطالبة جميع الأطراف بضمان سلامة موظفي الأمم المتحدة وغيرهم من العاملين في مجال المساعدة الإنسانية في البلد.
اعتمد القرار 770 بأغلبية اثني عشر صوتا مقابل لا شيء، مع امتناع ثلاثة أعضاء عن التصويت من الصين والهند وزيمبابوي.

## وصلات خارجية
- نص القرار في undocs.org